# Wirtschaftskrise in Brasilien ab 2014

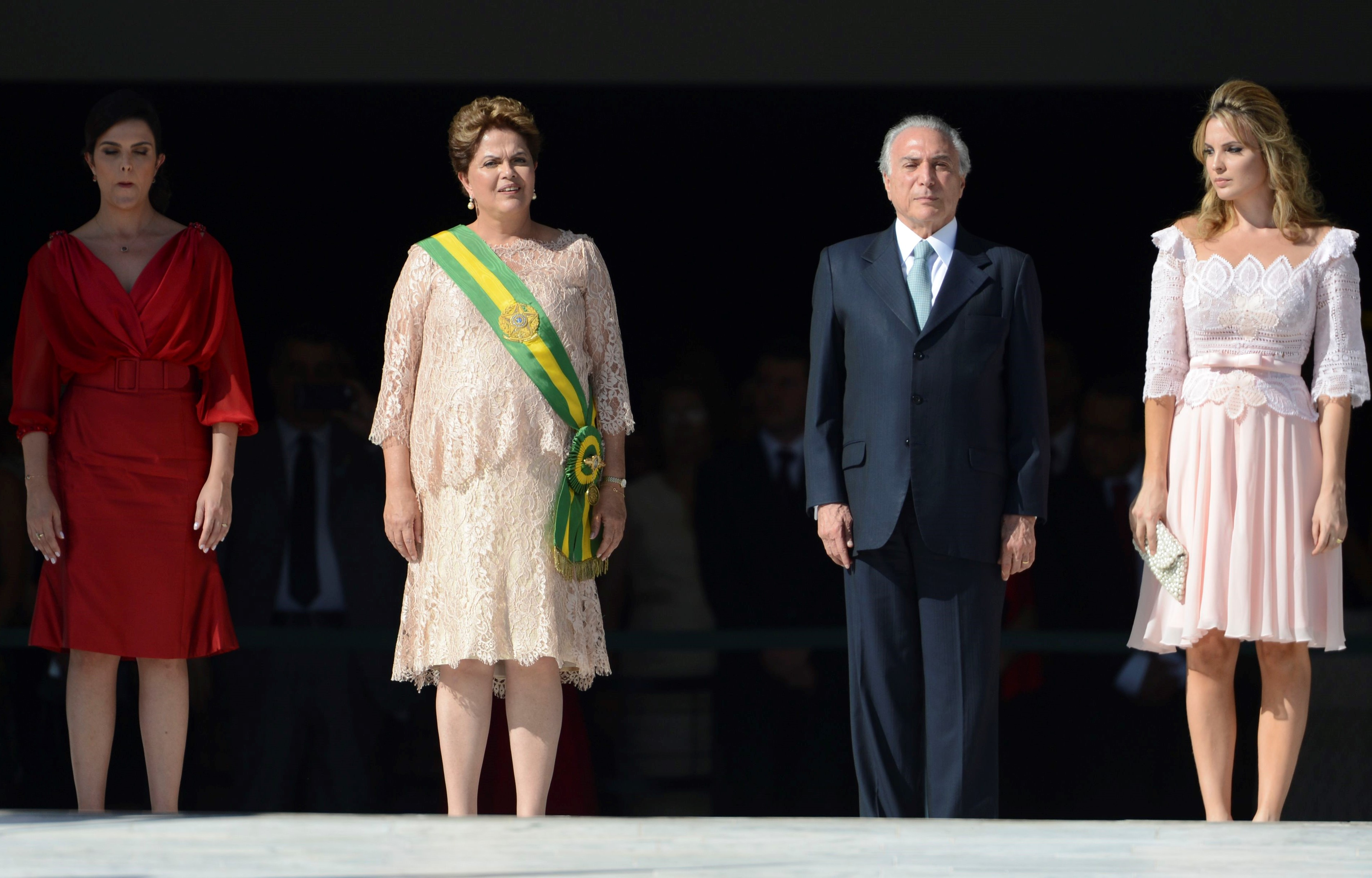
Dilma Rousseff und Michel Temer im Januar 2015

Eine schwere Wirtschaftskrise erschüttert die Wirtschaft des 200-Millionen-Einwohner-Staates Brasilien seit etwa Mitte 2014, beginnend noch in der Regierungszeit von Dilma Rousseff.
Die Krise wurde durch eine politische Krise begleitet, was zu Protesten gegen die Regierung im ganzen Land führte. Dilma Rousseff, Präsidentin zu der Zeit, wurde durch ein Impeachment im August 2016 dauerhaft des Amtes enthoben, ihr Nachfolger Michel Temer versprach zum Amtsantritt, die Wirtschaft durch diverse Maßnahmen wieder anzukurbeln.
Eines der Symptome der Krise ist die starke Rezession. Sie gilt als die schlimmste Rezession in der Geschichte des Landes mit Rückgang des Bruttoinlandsprodukts (BIP) in zwei aufeinanderfolgenden Jahren. Die Wirtschaft schrumpfte um etwa 3,8 % im Jahr 2015, im September 2016 erreichte die Arbeitslosenquote 11,8 % mit rund 12 Millionen Brasilianern.
Im Jahr 2016 wurden die Auswirkungen der Wirtschaftskrise in der Öffentlichkeit und durch die Belastung der öffentlichen Dienste fühlbar, die sich der finanziellen Realität anpassen mussten. Nach Befragungen des Confederação Nacional da Indústria (CNI), dem Nationalen Industrieverband, im Juni 2016 von 2002 Personen in 141 Städten, sollen sich 48 % der Befragten keine öffentliche Verkehrsmittel, 34 % keine Krankenversicherung leisten können und 14 % der Eltern ihre Kinder von Privatschulen auf öffentliche Schulen wechseln lassen. Und weiter, 78 % der Befragten gaben an, statt teure ähnliche billigere Produkte zu kaufen.
Im Juni 2017 wurde der Anstieg des BIP um ein Prozent im ersten Quartal des Jahres bekannt gegeben, der erste Anstieg nach acht aufeinander folgenden Quartalsrückgängen. Der Finanzminister, Henrique Meirelles, sagte, das Land sei heraus „aus der tiefsten Rezession des Jahrhunderts“ („saiu da maior recessão do século“).

## Ursachen

### Konsumkonzentration
Eine wichtige Ursache der aktuellen Krise ist die vorhergehende Entscheidung der Regierung, vor allem den Binnenkonsum zu stärken. Dies hat zur Folge, dass eine Wirtschaftsschwäche sofort die Gesamtwirtschaft trifft und Exporte nicht den Einbruch auf dem Heimatmarkt abfedern können.

### Rohstoffpreise
Der starke Rückgang der Rohstoffpreise in den Jahren 2014/15 führte dazu, dass einer der weniger großen Exportbereiche des Landes einbrach. Vor allem der wichtige Handelspartner Volksrepublik China kaufte deutlich weniger Rohstoffe in Brasilien, deshalb brachen die Exporte allein 2014 um 12 % ein.

## Verlauf
Das Wirtschaftswachstum in Brasilien ist zwar schon seit 2010 rückläufig, aber es markierte 2010 mit einem Wachstum von 7,6 % einen sehr hohen Rekordwert. Bis 2013 ging es schließlich auf einen moderaten Wert von 2,7 % zurück.
Im Jahr der Fußball-WM kam es trotz der vielen WM-Besucher zu einem kleinen Wachstum von nur 0,1 %, ohne die WM wäre das Land wohl bereits in diesem Jahr in die Rezession gerutscht. Für das darauf folgende Jahr 2015 meldete der Internationale Währungsfonds (IWF) einen Einbruch der Wirtschaft von 3,0 %, der sich auch im Folgejahr mit 1,0 % fortsetzen werde.
Durch diesen massiven Einbruch stieg auch das Haushaltsdefizit von −3,1 % im Jahr 2013 auf bis zu −7,7 % im Jahr 2015. Laut IWF soll das Defizit noch bis 2020 auf einem hohen Niveau, über 3 %, verharren.